# Libéral-libertaire
 (mai 2024).
Libéral-libertaire est un terme forgé en 1972 par le philosophe et sociologue marxiste Michel Clouscard dans son livre Néofascisme et idéologie du désir (voir aussi Critique du libéralisme libertaire).
L’auteur considère que Mai 68, dans ce qu'il appelle ses « aspects gauchistes estudiantins », constitue la « contre-révolution libérale parfaite », un cheval de Troie du capitalisme libéral puis néolibéral, sous un avatar libertaire. Il aurait produit un marché du désir, une société qui confond liberté et libéralisation, qui implique la permissivité pour le consommateur et la répression pour le producteur, selon le modèle américain de consommation de masse régissant la morale et la politique. Tout cela servant, selon lui, à sauver un capitalisme en crise et à créer de nouveaux marchés.

## Le libéralisme libertaire dans l'œuvre de Michel Clouscard

### Présentation sociologique
C'est en 1973 que Michel Clouscard développe pour la première fois sa critique à l'encontre des libéraux libertaires .
Dans cet ouvrage de 1973, Michel Clouscard présente l'émergence d'une nouvelle société où les biens de subsistance sont destinés aux travailleurs étrangers, les biens d’équipement, au prolétariat, les biens de consommation et de standing, à la petite bourgeoisie, les biens de confort, à la moyenne bourgeoisie et les biens de luxe, à la grande bourgeoisie (le foncier et l'immobilier étant réservés à la moyenne et à la grande bourgeoisie seulement).
La dynamique libérale libertaire étant au cœur de l'évolution vers cette nouvelle société, le propos de Michel Clouscard est donc bel et bien avant tout sociologique.
Le principal objectif de Michel Clouscard est de combattre une certaine nouvelle bourgeoisie, et tout particulièrement l'intelligentsia qui en émane, et à laquelle il reproche de pratiquer la falsification idéologique. 
Pour Michel Clouscard, la finalité du marxisme est la consommation par chaque producteur de ce qu'il produit. Michel Clouscard voulait donc la réappropriation par le prolétariat de sa production.
Le libéralisme libertaire s'opposait totalement à cet objectif.
Michel Clouscard déplorait tout particulièrement le fait qu'un néo-mandarinat maoiste tente de « prendre de vitesse la recherche marxiste et de s’imposer par des slogans publicitaires ».
Michel Clouscard constatait donc qu'un freudo-marxisme se développait au service d'une stratégie contre-révolutionnaire.
Le libéralisme libertaire est, dès lors, un outil utilisé par une certaine bourgeoisie pour assurer sa domination au moyen de la captation de la plus-value.
Michel Clouscard présente « le national-socialisme (fascisme) comme modèle de cette situation lorsqu’elle se fait paroxystique ».
Toutefois, Michel Clouscard différencie deux bourgeoisies à tendances fascisantes.
D'abord, il repère une bourgeoisie traditionnelle et étatiste, soutien des fascismes des années 30. Cette bourgeoisie proche des notables est hostile à la concurrence.
Ladite bourgeoisie a connu des contradictions à la suite de la défaite de l'Axe en 1945, puis en raison du Plan Marshall. Une autre bourgeoisie veut prendre le relai en liant marxisme et lecture de Freud pour s'émanciper de la tutelle de la vieille bourgeoisie tout en extorquant la plus-value au moyen de modèles de consommation découlant du libéralisme radical.
Le rêve d'une consommation sans limite promise à tous est néanmoins une tromperie. En effet : « Les idéologues du freudo-marxisme vont cacher le profit, le parasitisme de la nouvelle bourgeoisie – essentiellement celle des services – en prétendant dénoncer l’intégration du prolétariat (au système), alors que cette intégration n’est en fait et uniquement que celle de cette nouvelle bourgeoisie ».
Dans le cadre de la nouvelle consommation sélective et libertaire prospèrent des marginaux qui sont la « fine fleur en transit d’une bourgeoisie démodée à une bourgeoisie dans le vent, qui sait ‘‘prendre son pied’’ selon les signes d’une culture underground très élitiste qui est exactement l’expression de la culture anticulture du néo-capitalisme » .
Le libéralisme traditionnel, le national-socialisme et le néo-libéralisme sont donc trois moments cohérents du capitalisme.
En effet, la société de consommation n'a commencé qu'avec la petite bourgeoisie qui pratique un investissement libidinal dans l'avenir.
Les élitistes prétendument contestataires se changent en intermédiaires, en prestataires s'enrichissant grâce à l'exploitation des producteurs. Ces nouveaux bourgeois faussement contestataires nagent dans la contradiction, car leur avidité consommatrice n'est que l'aboutissement du remplacement de la bourgeoisie ancienne et de sa moralité parcimonieuse étriquée : « Le jeu de la contradiction interne se fonde sur l’extorsion de la plus-value : si la libido bourgeoise est d’abord négation du sérieux bourgeois, elle n’est, en définitive, qu’un effet de l’extorsion de cette plus-value ».   
Des femmes, des jeunes, des intellectuels, des marginaux et des névrosés sont donc éloignés du procès de production par cette nouvelle bourgeoisie.
Michel Clouscard ironisait ainsi sur le hippie qui fait les poubelles de la surproduction américaine induite par la technocratie.
La nouvelle bourgeoisie jouisseuse n'a rien de progressiste ou d'humaniste. En effet, son ascension mène au fascisme car : « L’anthropologie néo-fasciste – fascisme culturel – sera la radicalisation de la consommation transgressive et de son corollaire, le mépris du producteur, du travailleur. ».
Derrière le libéralisme libertaire se cache un profond mépris des travailleurs : « Ainsi, on consomme sans reconnaître, on se sert de l’objet en le méprisant : c’est le statut du satrape, des empereurs romains de la décadence, c’est la vie parasitaire de combien d’autres, bien moins puissants mais aussi profiteurs. C’est l’idéologie du bordel de papa et de la partouze ».
La décomposition individualiste de la société, pour Michel Clouscard, n'avait ainsi rien d'étonnant et il parle de « tout à l’égo » qui remonte d'ailleurs au capitalisme concurrentiel libéral.
Bien avant le trumpisme ou le mouvement des Gilets jaunes, Michel Clouscard prévoyait donc une exaspération de la lutte des classes dans le cadre d'un narcissisme agressif visant à la conquête du pouvoir.

### Présentation stratégique
En tant que penseur marxiste, Michel Clouscard ne pouvait pas se contenter de décrire une évolution sociologique, y compris pour la déplorer. Il se devait de présenter une stratégie visant à combattre les libéraux libertaires, ou tout au moins à accompagner l'émergence d'une société différente.
Cette stratégie est présentée en 1983 dans un ouvrage qui a beaucoup marqué les disciples de Michel Clouscard, qu'ils se réclament de la gauche communiste ou du nationalisme révolutionnaire.
Le système libéral libertaire que Michel Clouscard décrit repose sur l'oppression économique des travailleurs, le libéralisme politique reposant sur des droits de l'Homme théoriques et la permissivité des mœurs.
L'opposition à la dérive libérale libertaire ne pouvait donc qu'agacer ceux qui profitent de cette exploitation des travailleurs. Le discours critique de Michel Clouscard était parfois vif : « Plus d’interdits, un marché du désir en constante expansion (ainsi une crise constamment ‘‘dépassée’’). La Bête sauvage va enfler, enfler… ». Dans une note à la fin de cette citation, Michel Clouscard indique que la référence à la bête sauvage est un renvoi à une métaphore hégelienne concernant la société civile (sans plus de précision).
La bourgeoise qui se sentait visée pouvait donc caricaturer Michel Clouscard en lui reprochant de porter atteinte aux libertés individuelles, et notamment en matière de mœurs.
Face à cette critique, Michel Clouscard reconnaissait que les marxistes n'étaient pas très bien armés pour lutter contre la société du désir. Le militant affranchi des concepts bourgeois devient propriétaire de son corps et se soucie bien peu des secrets d'alcove.
Les marxistes doivent donc théoriser la situation pour ensuite élaborer une contre-stratégie.
Cela oblige à renoncer aux pratiques staliniennes qui consistaient à interpréter de manière mécaniste et quasiment fatale les lois de l'histoire.
Mieux vaut se focaliser sur la disparition de l'exploitation des producteurs pour parvenir à une société sans classes, et donc sans bourgeoisie libérale libertaire exploiteuse.
Dans cette perspective, Michel Clouscard prône l'autogestion : « L’autogestion doit rendre la révolution au travailleur et sur le lieu de travail. C’est une révolution silencieuse. Elle se fait derrière les médias, en dehors du pathos et du volontarisme politique, sans péripétie et sans circonstance dignes de la une, sans flash, sans scoop ».
Dans ce but, Michel Clouscard souhaitait qu'un gouvernement socialo-communiste serve d'outil superstructural pour parvenir à l'autogestion généralisée.
Les nationalisations massives et la défense des petites et moyennes entreprises étaient préconisées par Michel Clouscard. Tout le problème est que la construction d'une faculté des travailleurs à gérer leurs intérêts sans intermédiaires bureaucratiques et sans apparatchiks n'était pas décrite.
Michel Clouscard ne reniait pas le passé stalinien des marxistes de sa mouvance : « On est toujours le fils de quelqu’un » et « on ne choisit pas son père ». C'était on ne peut plus vrai. Dans sa critique du libéralisme libertaire, Michel Clouscard n'a donc pas proposé d'alternative à l'emprise étatique sur l'économie.

## Le libéralisme libertaire et les éditions Delga
Des proches du parti communiste français, et notamment ceux qui adoptent les positions de Fabien Roussel sur la sécurité, le refus des réunions non mixtes à l'UNEF, la laïcité, la cohésion républicaine et la défense de la souveraineté nationale, s'inspirent ouvertement de Michel Clouscard et citent ses ouvrages.
Les éditions Delga, qui ont republié plusieurs livres de Michel Clouscard, éditent les travaux d'auteurs ouvertement marxistes qui s'inscrivent dans cette mouvance fustigeant les libéraux libertaires.
On doit citer, à ce titre, Aymeric Monville qui reprend explicitement la dénonciation d'une consommation hédoniste et sourdement répressive. 
Face à la propagande libérale libertaire qui vise à dresser la population pour qu'elle consomme, Aymeric Monville rappelle que la consommation n'est jamais innocente. Ce faisant, il fait directement référence à une citation de Michel Clouscard : « Le capitalisme est une innocence fonctionnelle : il est, sans savoir pourquoi et comment ».
Aymeric Monville décrit alors une société où : « Ces couches moyennes serviront de tampon entre ceux qui détiennent le capital et ceux qui n’ont que leurs chaînes à perdre. Il y aura donc toute une frange de la population à qui l’on va faire aimer ses chaînes ». 
Cette évolution libérale libertaire implique le passage insidieux d'un fascisme local poujadiste à un fascisme mondial de recolonisation.
Pour combattre cette dérive, Aymeric Monville présente une maxime simple qu'il appelle une praxis : « Tu ne consommeras pas plus que tu ne produis ». Les implications organisationnelles de cette maxime ne sont toutefois pas détaillées.
Au plan concret, les auteurs des éditions Delga identifient surtout des acteurs politiques et sociaux-libéraux libertaires comme Daniel Cohn-Bendit qui s'est, il est vrai, réclamé fièrement de cette appellation.
Laure Adler est également critiquée : « Dans la stratégie idéologique que mène actuellement le néo-libéralisme, le personnage de Mme Laure Adler a joué un rôle clef. Tous les poncifs de la bourgeoisie de consommation transgressive (qui est l’héritière branchée de la bourgeoisie puritaine), toute l’idéologie identitaire post-soixante-huitarde (jeunisme, communautarisme etc.) ont été sollicités ».
Ces propos peuvent frapper les esprits, notamment lorsque des auteurs de la mouvance des éditions Delga s'opposent ouvertement à la gauche dite sociétale : « Je n’aborde pas la question somme toute marginale de l’adoption par les couples homosexuels, je trouve seulement monstrueux l’argument qui consiste à dire qu’au nom d’un ‘‘désir’’ d’élever des enfants, l’on serait libre de tout, y compris de marchander des êtres humains ».
Malgré cela, Aymeric Monville, par exemple, reste hostile au rapprochement avec la droite identitaire ou nationale révolutionnaire, car avec la récupération réactionnaire du vocabulaire républicain : « La République, au lieu d’être un universel concret hégelien, une idée incarnée, devient le privilège de la nation française au détriment des autres ; elle redevient impériale. Et l’on retombe dans le règne de la partie sur le tout qui est le vrai totalitarisme, à défaut de souci général de la chose publique. On prend prétexte alors du cadre républicain pour relancer le communautarisme. Le communautaire, c’est toujours l’autre. On se replie sur sa communauté plus ou moins mafieuse, toujours policée en son sein et farouche à l’extérieur ».
Aymeric Monville conteste aussi une vision étriquée de l'autogestion basée sur de petites communautés égoïstes locales : « Ce sont les mêmes impasses des utopies autogestionnaires (que je me garde bien de confondre avec l’autogestion généralisée des travailleurs), ou l’on produit les uns contre les autres, faute d’avoir pris le pouvoir. La République est une et indivisible, ou elle n’est pas. ».
Assez logiquement, cette approche convainc des proches de Jean-Pierre Chevènement.[Interprétation personnelle ?]

## Le libéralisme libertaire chez Christophe Guilluy
Christophe Guilluy, membre du conseil scientifique de la Fondation Res Publica présidée par Jean-Pierre Chevènement, fait ouvertement référence à Michel Clouscard pour combattre l'individualisme soumis à la loi du marché abandonnant le social à la gauche et la nation à la droite sur fond de discours « libéral-libertaire ».
La preuve de la dimension autoritariste et identitaire des libéraux libertaires se voit dans l'alliance tacite entre la gauche sociétale de Terra Nova et Patrick Buisson contre le peuple des banlieues pavillonnaires (voir « Terra Nova / Buisson : La feuille de route identitaire »).
L'objectif de Terra Nova, selon Christophe Guilluy, est de mettre l'accent sur le soutien aux personnes d'origine étrangère pour faire oublier la question sociale.
Par opposition, Christophe Guilluy propose comme modèle la France pavillonnaire et populaire toujours plus attachée au territoire sur lequel elle est installée : « Ce surinvestissement du territoire s’oppose en tout point au lent processus de ‘‘déterritorialisation’’ et de ‘‘dénationalisation’’ entamé avec la mondialisation dans les métropoles. L’évolution de la France populaire et pavillonnaire semble s’inscrire à rebours d’une société mondialisée qui se construit notamment sur la mobilité des hommes ».
Le rejet des élites libérales libertaires est repris dans le courant du garantisme civique au sein duquel Christophe Guilluy est explicitement cité pour déplorer la diabolisation des consommateurs. En effet, selon les garantistes civiques, une camarilla libérale libertaire prétendument participative veut rendre les citoyens passifs afin de protéger les notables prestataires défaillants.
Les appels à la désorganisation des citoyens ont des effets en copropriété où les libéraux libertaires sont les meilleurs alliés des syndics les moins honnêtes.

## Libéralisme libertaire et conservatisme identitaire
Chez Michel Clouscard, ou dans les écrits liés au garantisme civique, on peut noter un rejet très fort du spontanéisme porté par les libéraux libertaires, mais pas une nostalgie des mœurs traditionnelles héritées du catholicisme conservateur.
Or, des acteurs politiques conservateurs insistant sur leur foi chrétienne accusent leurs opposants d'être libéraux libertaires sans toujours citer Michel Clouscard.
Christine Boutin a ainsi expliqué qu'elle préférait voter pour Marine Le Pen plutôt que pour Emmanuel Macron au deuxième tour de l'élection présidentielle française de 2017 car le second serait un libéral libertaire.
Si Michel Clouscard, Christophe Guilluy ou les tenants du garantisme civique peuvent refuser le règne du consommateur qui n'accepte aucune limite à son désir, cela ne signifie pas qu'ils soient d'accord avec les conservateurs identitaires sur les limites à opposer audit désir.
La tradition sociologique héritée du catholicisme conservateur n'a jamais été citée comme source d'inspiration par Michel Clouscard.
Au contraire, ce dernier préférait prôner l'idée selon laquelle on ne doit pas exploiter les autres si l'on ne veut pas être exploité soi-même. Or, cette maxime est parfaitement laïque et pose même problème pour les nostalgiques de la colonisation à coloration chrétienne. 
De la même manière, Christophe Guilluy voit dans la stratégie libérale libertaire une alliance entre migrants et nouvelle bourgeoisie des métropoles à l'avantage de cette dernière, car cela lui permet de maintenir sa domination économique : « c’est bien grâce à l’exploitation en cuisine des immigrés que le bobo peut continuer à fréquenter assidûment les restaurants pour une note assez modique ».
Aucune référence à la préservation des valeurs et de l'influence du catholicisme intransigeant n'est présente dans les approches de Michel Clouscard ou de ceux qui s'en réclament pour lutter contre les exploitations, y compris celles qui sont pratiquées par la bourgeoisie traditionaliste.

## Le libéralisme libertaire chez Alain Soral
Alain Soral, qui se décrit comme un fils spirituel de Michel Clouscard, a repris le concept de li-li (en l'accolant souvent à celui de « bobo »). Michel Clouscard se démarqua publiquement de cette reprise de son concept par Alain Soral. Il s'exprima dans un article du journal L'Humanité intitulé « Aux antipodes de ma pensée ».

## Le libéralisme libertaire dans la vie politique française
De nos jours, des hommes politiques comme Édouard Fillias[réf. nécessaire] (ancien président d'Alternative libérale) ou Daniel Cohn-Bendit se définissent comme étant des libéraux-libertaires.
Pour le politologue Eddy Fougier, Emmanuel Macron est en 2017 « le premier à afficher de façon explicite un positionnement ouvertement "lib-lib" alliant libéralisme économique et culturel ».

## Le libéralisme libertaire ailleurs dans le monde
Alors que dans le monde francophone le concept émerge, il n'a que peu d'écho dans le reste du monde en cause l'absence de traduction et de diffusion de l’œuvre de Clouscard.